# Pilanesberg
El Pilanesberg (antes Pilandsberg  ) es una montaña en la Provincia del Noroeste, Sudáfrica. La montaña es una antigua estructura volcánica, de forma circular, que se eleva desde las planicies circundantes. Está formada por tres crestas concéntricas o anillos de colinas, de los cuales el más externo tiene un diámetro de unos 24 km. El Pilanesberg se encuentra a 100 km al noroeste de Pretoria y está en su mayor parte encerrado en una zona protegida conocida como parque nacional de Pilanesberg.
El río Elands fluye al sur del Pilanesberg en dirección este. Hay varias minas de platino en el perímetro de la formación del cráter.
El nombre "Pilanes" proviene de un jefe histórico Tswana llamado Pilane.

## Geología
Aunque geográficamente se encuentra dentro de la cordillera de Witwatersrand, la montaña forma parte, desde el punto de vista geológico, de un elemento conocido como el Complejo del Anillo Alcalino de Pilanesberg. Se trata de un vasto dique anular de un volcán extinto muy antiguo que entró en erupción por última vez hace unos 1.200 millones de años.
El Pilanesberg es uno de los complejos volcánicos más grandes de su tipo, hay pocas estructuras volcánicas alcalinas similares en el mundo. En el área del cráter se encuentran diferentes tipos de sienitas, incluidos varios minerales raros.
La formación del Pilanesberg se produjo hace 2.000 millones de años. En su apogeo, el volcán alcanzó los 7.000 metros de altura. Con el tiempo, se produjeron una serie de erupciones volcánicas. Se produjeron nuevos vertidos de lava, los cráteres se derrumbaron, se produjo una fractura anular alrededor del volcán y el magma se introdujo en estas fracturas. El resultado final son varios "anillos de cebolla" de rocas de diferentes edades. La erosión, a lo largo de muchos millones de años, ha despojado a la montaña de su pico más alto. Lo que vemos hoy no es tanto un cráter volcánico como un corte transversal a través de los conductos de magma que se encontraban a gran profundidad bajo la cima de la montaña.